# Стефан Потоцький (староста генеральний)
Стефан Потоцький гербу Пилява (пол. Stefan Potocki; 2 березня 1568 — 5 березня 1631) — польський шляхтич, військовик, урядник Речі Посполитої. Представник роду Потоцьких.

## Біографія

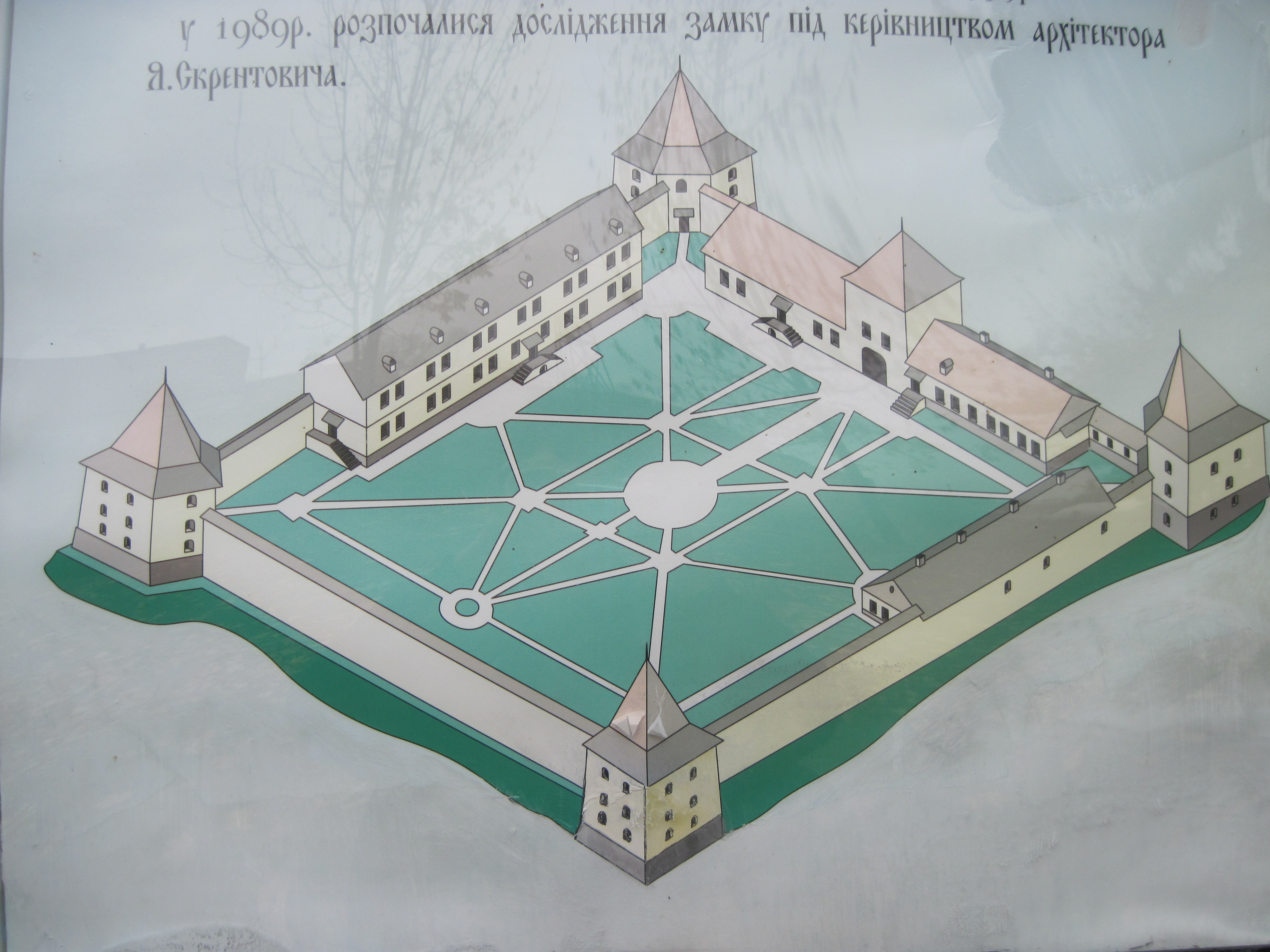
Схема Золотопотіцького замку. Збараж, «Замки Тернопілля», осінь 2014

Руїни замку Фелліна (тепер Вільянді, Естонія)

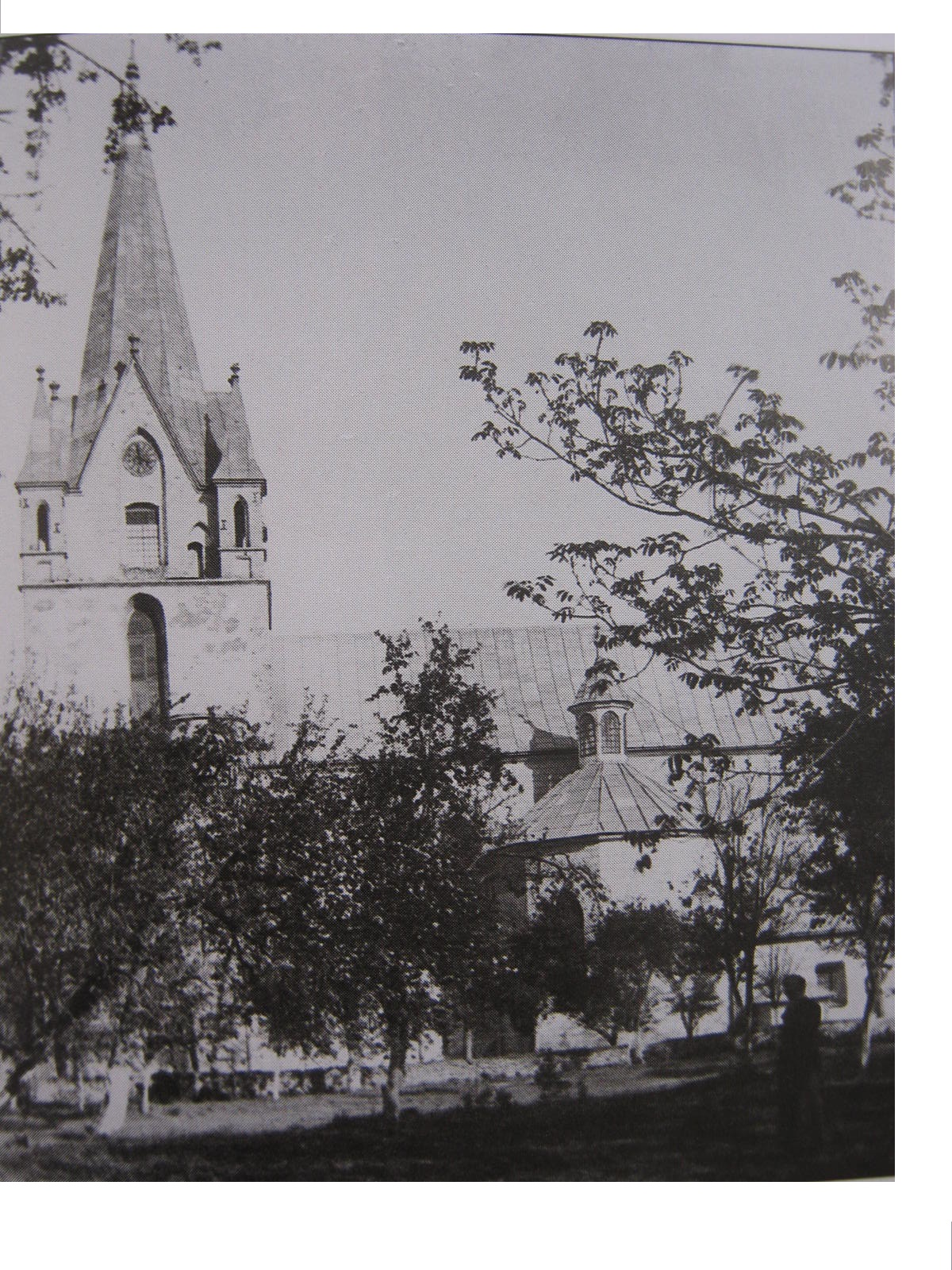
Місце поховання С. Потоцького

Народився 2 березня 1568 року. Наймолодший син стражника польного коронного Миколая Потоцького і його дружини Анни Чермєнської. Його чотири брати були пов'язані з Поділлям, займаючи уряди каштелянів кам'янецьких, генералів подільської землі (або старост генеральних).
Якийсь час був кальвіністом, потім змінив обряд на римо-католицький.
Разом з братами брав участь в молдавському поході 1595, битві під Сучавою 12 грудня 1595 р. Залишився разом з братом Яном у Молдавії до весни 1596 р. для зміцнення військової міці господаря Єремії Могили. Після повернення брав участь у придушенні повстання Северина Наливайка. 22 вересня 1598 був на реєструванні війська під Вінницею. 1600 року був послом на Сейм від Подільського воєводства, брав участь у повторній виправі Яна Замойського на чолі роти у складі полку брата Яна. Наприкінці жовтня після повернення трону Є. Могилі поїхав до Бухареста з Симеоном Могилою. 25 листопада 1600 брав участь в переможній битві з військом Міхая Мужнього під Куртеа на ріці Аргес. Влітку 1601 на чолі гусарської роти вирушив до Інфляндії. Під час маршу під Ригою входив до королівського полку, часто заміщав короля. Брав участь в облозі Вольмара (грудень 1601), облозі, взятті Феліна (травень 1602), підготовці до облоги Білого Каменя (нині Пайде), 30 червня 1602 в битві під Ревелем був 1-м з 2-х ротмістрів, які пішли в атаку. Після здобуття Білого Каменя 30 вересня повернувся з більшістю військ до корони. До 1602 р. був пов'язаний з Яном Замойським.
Через шлюб з Марією Амалією Могилою був споріднений з родом господаря Молдавії Єремії Могили (бл. 1555—1606). Брат його дружини Константин Могила успадкував престол по батькові Є. Могилі, але був майже відразу прогнаний дядьком Симеоном Могилою (пом. 1607), по смерті якого господарем став його син Михайло. За намовою тещі Ельжбети Чомортань-Лозинської і з дозволу короля Сиґізмунда III Вази (доручав йому охороняти королеву та корону під час рокошу Зебжидовського). 1607 року брав участь у поході до Молдавії разом з її іншими зятями — князями Михайлом Вишневецьким і Самуїлом Корецьким; посадили господарем Константина Могилу, якого з дозволу султана 1611 змістив з престолу Стефан IX Томша. Константин Могила разом з матір'ю, вірними боярами рятувався втечею до Кам'янця на Поділлі.
Весною 1612 організував новий похід до Молдавії (брав участь, зокрема, Авраам Сенюта), але 19 липня зазнав поразки у битві під Сасовим Рогом неподалік м. Ясси, де потрапив у полон. Господар Стефан IX Томша відправив його разом з 400 полоненими до Туреччини. Татари у відповідь на похід сплюндрували Поділля, позбавлене військового захисту. Перебував у полоні до 1615 року через проблеми із коштами на викуп. Справу з викупом допомогли владнати 23 вірменські купці, молдавський господар Каспар Граціані. 1621 року кілька вірменських купців Львова скаржились (зокрема, Ґабріель Костерович), що він їм не повернув борг, по ньому росли відсотки.
1618 року із загоном з 600 козаків облягав Підгайці, вимагаючи повернення скарбу — родинної скарбниці, перевезеної дружиною до Анни з Потоцьких(1593—1623) — небоги С. Потоцького, дружини Станіслава Ґольського у замок Підгайців, яку відмовлялись повернути нові власники міста — Ян Ґольський та його дружина Зофія.
У грудні (або 28 листопада) 1620 р. сейм у Варшаві надав посаду старости кам'янецького, летичівського. Прибув до Кам'янця-Подільського в лютому 1621 р. Восени 1621 на чолі 200-кінної гусарської хоругви в полку белзького каштеляна Станіслава Журавінського брав участь в Хотинському поході Я. К. Ходкевича. Виконував функції писаря польного коронного, вів реєстр війська для підрахунку виплат. 1628 року став старостою літинським.
27 грудня 1622 року за його, зокрема, допомогою домініканці в Язловці повернули собі монастир (кляштор).
Після смерті брата Яна успадкував Панівці, жорстко повів себе з кальвіністами (зокрема, вигнав всіх їх з містечка, перетворив кальвінський збір (кірху, собор) на каплицю., в Кам'янці на ринковій площі спалив видані при підтримці брата книги і т. д.).
Був похований у домініканському костелі Золотого Потоку (у крипті) в оздобленому срібними свічниками саркофазі, принаймні до 1882 року існував надгробок (про нього і таблицю з епітафією стверджував ще Шимон Старовольський;):

D.O.M.|Illustris & Magnificus Dominus Stephanus Potocki a Potok, Palatinus Braclaviensis Generalis Podoliae, Notarius Campestris Regui, Camenecensis, Laticzowiensis, Litinensis; Filinensisque Capitaneus, corpore solutus,| in hoc tumulo conditus.|CUIUS|Clara progeniem splendor Aulae complexus, intimis Serenissimo Regi Sigismundo III commedavit, & in bellis ciuilibus presidentem|Urbis Metropolitanae, &insigniorum Regui effecit.|HINC|Decus familiae secutus gloriosum duxit, sub auspiciisIniuctissimi Regis|ductando ordines, multis annis merendo, strenue pugnando. Martem|Livonicum iustum, Dacicum gloriosum, Moschoviticum remotum,|Turcicum sacrum varijs casibus experiri.|

TANDEM.|Honestis negotiis, sella curuli Senatoria atque claris officiis Regui decoratus.|SENIUM.|In Anno 63. devotus & sacris expiatus clausit. Anno 1631. die 5 Martii.

### Звання, посади
Ротмістр королівський (1599), воєвода брацлавський (30 серпня 1628), староста фелінський (сучасна Естонія), староста кам'янецький, писар польний коронний (1612), генерал подільської землі.

### Маєтності
1599 р., після поділу родинних маєтків, став власником Соколова, Скоморохів, Костільників, Уніжа. Також був власником Михальчого. Володів містом Потік, назву якого змінив на Золотий Потік (при ньому поселення отримало в 1601 р. магдебурзьке право), обрав його резиденцією, заклав тут замок, виділив земельні ділянки та кошти на побудову костелу та кляштора, привілей на проведення ярмарків на св. Прокопа, св. Марціна. Міста Бучач, Чортків, Вербів набув після численних кількарічних судових суперечок, облоги Голгочого, підгаєцького замку через авантюру Яна Ґольського (пом. 1613 — каштеляна кам'янецького, брата Станіслава Ґольського, та дружини Зофії із Замєхова (Замєховської)) — зі скарбом (частиноювіна) дружини), які він розбудовував, перетворюючи на магнатські резиденції. Разом з дружиною долучився до закладення та перебудови декількох монастирів, церков, костелів, хоча спочатку був кальвіністом.
Польський історик Міхал Балінський стверджував, що С. Потоцький був засновником Могилева-Подільського: більшість дослідників не підтримували його, вважаючи засновником господаря Молдавії Єремію Могилу, однак, на думку Балінського, він не міг заснувати місто на чужих землях.

### Шлюб, діти

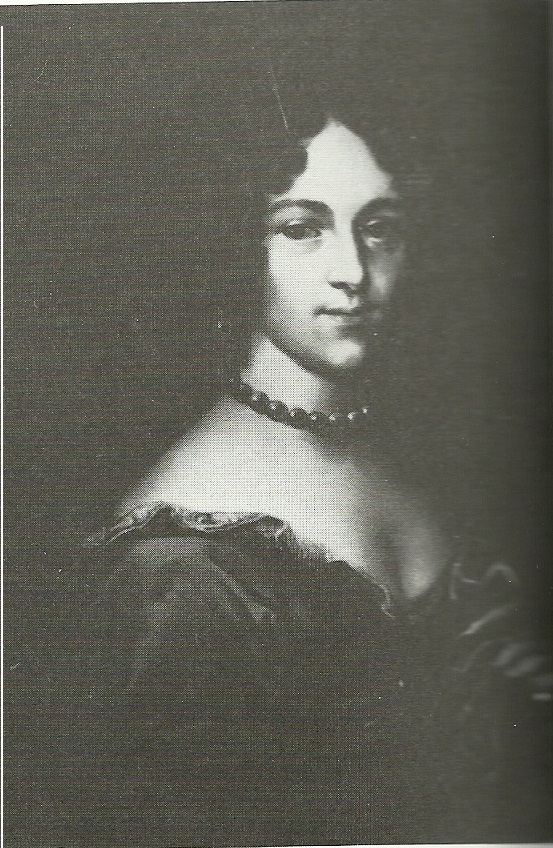
Марія Могила

У шлюбі з Марією Амалією Могилою (1606 р.) народились:
- Катажина (бл. 1616—1642) — дружина (з 1638 р.) Януша Радзивілла
- Анна (пом. 1695) — після 1640 тричі виходила заміж
- Пйотр (1612[21] — 1647[22]/1648) — староста снятинський
- Павел (пом. 1674/75) — кам'янецький каштелян (1674), історик
- Ян (між 1616—1618[23] — IV/V 1675[24]) — воєвода брацлавський, дідич, зокрема, Золотого Потоку, Бучача
- Зофія (у чернецтві Вікторія)[14] (1618—?[джерело?]) — черниця, засновниця (абатиса[25]) римо-католицького[14] (домініканського[25]) монастиря в Кам'янці-Подільському.
- Домінік (?—?)

## Зауваги
1. ↑  у книзі Ярослава Стоцького помилково названо його брацлавським воєводою → Стоцький Я. Монастир Отців Василіян Чесного Хреста Господнього в Бучачі (1712—1996 рр.). — Львів : Місіонер, 1997. — іл. — С. 39. — ISBN 966-7086-24-0.